# 中村慶吾
中村 慶吾（なかむら けいご）は、日本の漫画家。

## 略歴
1992年から1995年にかけて、女子プロレスの世界を描いた『遙かなるリング』を講談社「ヤングマガジン増刊海賊版」にて連載。
1999年頃から高柳ヒデツ名義で週刊少年チャンピオンにて活動、2001年3月8日号-5月3日号にかけて、男の娘の要素を取り入れた空手格闘漫画『ぷろぶれむちゃいるど』を連載していた。この作品は9話で打ち切りとなったが、それについて中村は「仕事量に全く追いつけず、開始から速攻で辞めてしまいました」と単行本のあとがきで述べている。
2002年に『ぷろぶれむちゃいるど』の単行本が出版されたが、秋田書店ではなく大都社からの刊行であり、連載分の6話以降は収録されていない。
2006年にサクセスより発売されたSLG『レッスルエンジェルスサバイバー』では、試合シーンの原画を担当した。
2008年には、膝枕カカト名義の短編集『踵の落書き』がヤングキングコミックスより出版された。